# Pablo Sánchez Bergasa
Pablo Sánchez Bergasa (Pamplona, 1993) es un ingeniero y emprendedor español, creador de una incubadora de bajo coste que ha permitido salvar vidas de muchos recién nacidos en comunidades vulnerables de todo el mundo. En 2025 recibió el Premio Princesa de Girona Social.

## Biografía
Pablo Sánchez Bergasa es Ingeniero en Tecnologías Industriales por la Universidad Publica de Navarra (UPNA) (2016) y Máster en Sistemas Eléctricos de Comunicación e Información por la Universidad Nacional de Educación a Distancia (UNED).
Es el creador de la incubadora IncuNest (antes In3ator), una evolución renovada del proyecto que, en 2014, desarrolló Alejando Escario como proyecto de fin de carrera de ingeniería del Fab Lab Madrid CEU, el Laboratorio de Fabricación Digital de la Universidad CEU San Pablo en Madrid.
IncuNest es una incubadora de bajo coste (350€) y código abierto, que por ahora ha ayudado a más de 4 000 recién nacidos en situaciones vulnerables en más de 30 países de todo el mundo. La incubadora dispone de un calefactor y un humidificador sencillos, que regulan la temperatura y humedad de los recién nacidos prematuros. Además cuenta con la posibilidad adicional de poder aplicar fototerapia para tratar la ictericia. La primera incubadora llegó a un hospital de Camerún y fue asignada a un bebé descartado por los médicos que pesaba menos de 500 gramos y que después de un mes y medio había salido adelante.
Su fabricación consta de tres partes: la estructura, las piezas de impresión 3D y la electrónica, y son montadas por voluntarios 
Es el fundador y director de la ONG Medical Open World (Medicina Abierta al Mundo), una ONG sin ánimo de lucro que desarrolla soluciones y equipos médicos de acceso libre para países y regiones que no cuentan con este tipo de recursos. En su montaje colaboran voluntarios de centros de formación profesional.

## Premios
- 2025: ganador del Premio Princesa de Girona Social, premio que se otorga a jóvenes que, "por su liderazgo y/o compromiso personal, hayan logrado éxitos en la creación y el impulso de proyectos que fomenten la integración de colectivos en riesgo de exclusión, con visiones nuevas y logros tangibles, en el marco de entidades o empresas sociales".[17]
- 2025: Premio de Honor por el Proyecto más Social e Innovador para la Vida de los Neonatos en Zonas con Pocos Recursos.[18]